# Austin 7 (1909)
 L’Austin 7 (Austin Seven in inglese) è stata un'autovettura prodotta dall'Austin dal 1909 al 1911.

## Contesto
Fino al primo conflitto mondiale l'Austin produceva essenzialmente modelli di grandi dimensioni, ma nel 1909 lanciò sul mercato la piccola Austin 7, che divenne il modello di più ridotte dimensioni offerto dalla casa automobilistica. La vettura possedeva un motore monocilindrico da 7 CV di potenza e 1.097 cm³ di cilindrata. Aveva installato delle ruote a raggi in legno. Il lancio dell'Austin 7 ampliò l'offerta casa automobilistica britannica, che era formata da vetture aventi un motore a quattro cilindri.
Fu commercializzata solamente in versione torpedo a due posti e venne costruita dalla Swift di Coventry. Quando la produzione del modello terminò, l'Austin puntò nuovamente sulle vetture con motore a quattro e sei cilindri.